# Référendum constitutionnel uruguayen de 2019
Un référendum constitutionnel a lieu le 27 octobre 2019 en Uruguay en même temps que les élections législatives et présidentielle. La population est amenée à se prononcer sur une initiative populaire portant sur un amendement constitutionnel introduisant plusieurs mesures d'ordre sécuritaire. Sont ainsi prévus la création d'une garde nationale, l'interdiction des libérations anticipées pour certains crimes graves, la légalisation de la prison à vie et celle des raids de police la nuit.
L'amendement est finalement rejeté, seuls 46,11 % des votants s'étant exprimés pour sa mise en œuvre.

## Contexte
Le thème de la hausse de l'insécurité occupe une place importante dans la vie politique uruguayenne depuis les élections législatives et présidentielle de 2009. Le gouvernement dirigé par le Front large fait l'objet de nombreuses critiques sur ce thème de la part des partis National et Colorado, dans l'opposition depuis 2004. En 2014, un référendum est ainsi organisé sur un amendement constitutionnel abaissant la majorité pénale de dix huit à seize ans. La proposition est cependant rejetée dans les urnes, seuls 46,81 % des électeurs votant en faveur.

## Mise en œuvre
Courant 2019, un projet d'amendement constitutionnel est porté par un groupe de collecte de signatures formé à la suite de l'appel du sénateur Jorge Larrañaga, candidat malheureux du Parti national à la présidentielle de 2004. Sous le slogan « Vivre sans peur », le groupe parvient ainsi à collecter suffisamment de signatures pour soumettre au vote l'inscription dans la constitution d'un ensemble de mesures à visée sécuritaire. Les référendums d'initiative populaire sont en effet possibles en Uruguay, dont la constitution organise le cadre légal de cette forme de démocratie directe.
Les propositions populaires peuvent ainsi concerner des modifications de la constitution. En accord avec l'article 331 de cette dernière, les signatures d'au moins 10 % de l'ensemble des électeurs inscrits sur les listes électorales doivent pour cela être réunies. Soit en 2019 un total de 270 600 signatures. Les pétitionnaires peuvent alors soumettre leur projet au parlement, qui peut éventuellement proposer un contre-projet qui sera soumis au vote en même temps que la proposition populaire.
Les signatures sont soumises au tribunal électoral, qui en valide plus de 405 521. Le quorum ayant été largement atteint, le référendum est organisé en même temps que les prochaines élections.
Bien que légalement contraignant, le projet doit pour être considéré valide recueillir la majorité absolue ainsi qu'un nombre de votes en sa faveur au minimum égal à 35 % du total des inscrits,

## Contenu
L'amendement constitutionnel porte sur un ensemble de quatre propositions : la création d'une garde nationale, l'interdiction des libérations anticipées pour certains crimes graves, la légalisation de la prison a vie et celle des raids de police la nuit.

### Création d'une garde nationale
La principale proposition vise à la création d'une garde nationale, composée d'un maximum de 2 000 militaires et chargée de missions de maintien de l'ordre en coordination avec la police.
La garde serait ainsi chargée de « veiller au respect de la constitution et des lois », « protéger les individus dans l'exercice de leurs droits individuels susceptibles d'être violés par un comportement criminel » et « prendre toutes les mesures nécessaires pour lutter contre le trafic de drogue et autre manifestation du crime organisé ». La garde se voit également confiée la mission de « participer aux actions préventives, dissuasives et répressives tendant à prévenir la commission d'infractions, de délits ou d'infractions, en particulier dans les régions du pays où un taux de criminalité élevé est enregistré, ainsi que de toutes les tâches tendant au maintien de l'ordre et de la tranquillité publique que lui confie le pouvoir exécutif. ». Sa gestion est confiée au ministère de la défense, en coordination avec le ministère de l'intérieur pour les actions opérationnelles.

### Interdiction de l'allégement de certaines peines
L'amendement prévoit « l'application effective des peines » des crimes graves, en rendant impossible leur allégement. Sont ainsi interdites les libérations anticipées pour les individus condamnés pour viol, abus sexuel, vol qualifié, extorsion, enlèvement, homicide aggravé, traite d'être humain ou trafic de drogue.
Les mises en liberté surveillée sont également interdites, ainsi que tout autre substitut à la privation de liberté, la peine prévue devant dans tous les cas être respectée.

### Emprisonnement à perpétuité

Pays autorisant les peines de prison à vie
Pays autorisant les peines de prison à vie pour les hommes uniquement
Pays n'autorisant pas les peines de prison à vie
Situation inconnue

L'amendement propose que la peine de prison à vie soit rendue possible pour les crimes de viol ou abus sexuel ou homicide de mineurs ainsi que pour les homicides aggravés d'adultes. Il est notamment précisé que les peines ne peuvent être réexaminées si le prisonnier est jugé réhabilité qu'après un minimum de 30 ans de prison. La réhabilitation est prononcée par la Cour suprême de justice, sur avis d'un dossier constitué par un organe consultatif que l’exécutif est chargé de créer.

### Raids nocturnes
La constitution uruguayenne n'autorise les raids des forces de police que lorsqu'il fait encore jour. L'amendement vise à les autoriser en les conditionnant à la suspicion bien fondée qu'un crime est en train de se produire.

## Campagne
La collecte de signatures ayant été organisée au moment des primaires de l'ensemble des partis uruguayens pour le choix de leurs candidats à la présidentielle d'octobre, la révision constitutionnelle proposée provoque de vifs débats parmi les candidats, plusieurs d'entre eux s'y déclarant totalement opposés.

## Résultats

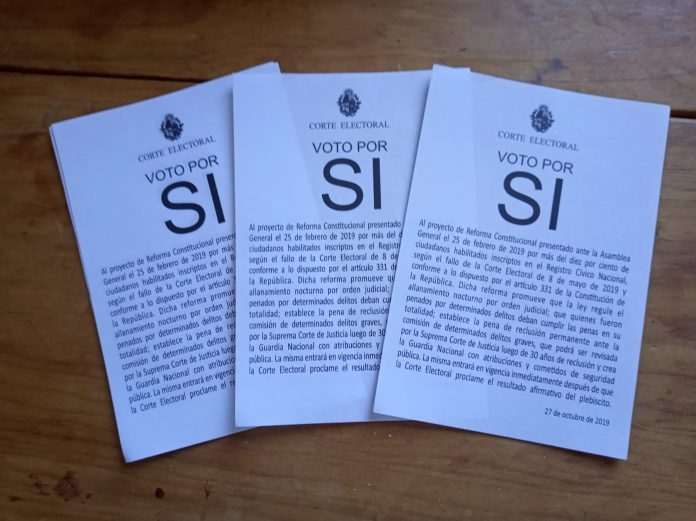
Bulletin de vote utilisé.

Le scrutin est organisé simultanément aux élections législatives et présidentielle. Les électeurs participant à ces élections ont ainsi la possibilité de prendre un bulletin en faveur de l'amendement proposé, et de le joindre à leurs bulletins de vote dans leur enveloppe, ou de ne pas le faire. Seule la présence ou non du bulletin « oui » en tant que vote favorable étant comptabilisée, les votes blancs ou nuls n'existent pas. Le total des inscrits sur les listes électorales utilisées pour le calcul du taux de participation du référendum diffère de celui des inscrits pour les élections organisées le même jour en raison de la possibilité pour les étrangers établis de longue date dans le pays de voter aux élections, mais pas au référendum.
| Choix             | Votants   | Votants | Inscrits | Inscrits |
| Choix             | Voix      | %       | %        | Quorum   |
| ----------------- | --------- | ------- | -------- | -------- |
| Pour              | 1 139 433 | 46,83   | 42,21    | ✔ 35 %   |
| Contre ou neutre  | 1 293 931 | 53,17   | 47,93    |          |
|                   |           |         |          |          |
| Total des votants | 2 433 364 | 100,00  | 90,14    |          |
| Abstentions       | 266 099   |         | 9,86     |          |
| Inscrits          | 2 699 463 | 100,00  |          |          |

| Pour 1 139 433 (46,83 %) |  |  | Contre 1 293 931 (53,17 %) |
| ▲                        |  |  |                            |
| Majorité absolue         |  |  |                            |

## Conséquences
Le nombre d'inscrits ayant voter en faveur de l'amendement dépasse le quorum d'inscrits exigé, validant le résultat du référendum. L'amendement échoue cependant à obtenir une majorité absolue de voix pour le Oui, entrainant son rejet.